# グランツパス (オレゴン州)
グランツパス（Grants Pass）は、アメリカ合衆国オレゴン州ジョセフィーン郡の郡庁所在地。人口は3万9189人（2020年）。州間高速道路5号線、ローグ川沿いでメドフォードの北西に位置する。

## 歴史
1825年から1843年にかけてハドソン湾会社のわな猟師たちが西洋人として初めて現在のグランツパスを通りかかった。その後もウィラメットバレーへ向かう人たちが度々この地を訪れた。1852年、クレセントシティ近海で難破した船乗りがジャクソンビルで金脈を発見、より豊かな金鉱がグランツパス南方25マイルの位置にあったため、グランツパスは急速に発展した。1865年5月22日には郵便局が設置され、またジョセフィーン郡の郡庁所在地にも選ばれた。この際、南北戦争の英雄でビックスバーグ方面作戦を成功させたグラント将軍から「グランツ・パス」と命名された。1883年にはオレゴン・カリフォルニア鉄道がグランツパスまで開通、1887年には最初の教会であるニューマン・メソジスト教会が完成した。

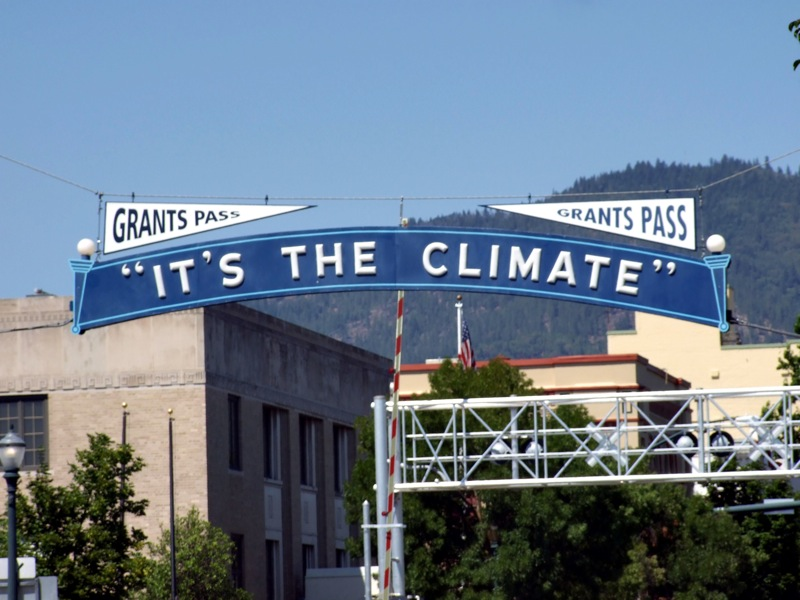
グランツパスのウェルカムサイン

## 地理
グランツパスはローグバレー沿いに位置し、ローグ川が市内を流れている。また、アメリカ国道199号線が市内を通り、州間高速道路5号線と接続している。
アメリカ合衆国国勢調査局によると、総面積は28.57km²、陸面積は28.15km²で水面積は0.41km²である。

## 政治
市議会のデータは以下の通り。
- 議席数：8議席
- 選挙区数：4選挙区
- 任期：4年

## 経済
製材業が長年にわたり主要産業であった。しかし、1970年代初めから木材の収穫量、生産量、加工量が徐々に減少をはじめ、それに伴って地域経済も衰退し始めた。それ以来、主要産業がアウトドア関連やヘルスケアへと移行をはじめ、さらにオレゴン州で大麻が合法化されたことに伴って大麻関連産業が成長しつつある。

## 気候
モットーである「イッツ・ア・クライメイト！」に違わず、晴れ日が非常に多い。ケッペンの気候区分によると、グランツパスは地中海性気候に分類される。夏は暑く乾燥しているが夜の冷え込みは厳しく、冬は比較的穏やかで降水量が多い。
植生はオレゴン州の他地域と大きく異なっていて、イチゴノキ属の植物、常緑性や落葉生のオーク、マンザニータ、ヤシなどが生えている。
| オレゴン州グランツパス (1981–2010)の気候 | オレゴン州グランツパス (1981–2010)の気候 | オレゴン州グランツパス (1981–2010)の気候 | オレゴン州グランツパス (1981–2010)の気候 | オレゴン州グランツパス (1981–2010)の気候 | オレゴン州グランツパス (1981–2010)の気候 | オレゴン州グランツパス (1981–2010)の気候 | オレゴン州グランツパス (1981–2010)の気候 | オレゴン州グランツパス (1981–2010)の気候 | オレゴン州グランツパス (1981–2010)の気候 | オレゴン州グランツパス (1981–2010)の気候 | オレゴン州グランツパス (1981–2010)の気候 | オレゴン州グランツパス (1981–2010)の気候 | オレゴン州グランツパス (1981–2010)の気候 |
| 月                                       | 1月                                      | 2月                                      | 3月                                      | 4月                                      | 5月                                      | 6月                                      | 7月                                      | 8月                                      | 9月                                      | 10月                                     | 11月                                     | 12月                                     | 年                                       |
| ---------------------------------------- | ---------------------------------------- | ---------------------------------------- | ---------------------------------------- | ---------------------------------------- | ---------------------------------------- | ---------------------------------------- | ---------------------------------------- | ---------------------------------------- | ---------------------------------------- | ---------------------------------------- | ---------------------------------------- | ---------------------------------------- | ---------------------------------------- |
| 最高気温記録 °F （°C）                   | 71 (22)                                  | 76 (24)                                  | 86 (30)                                  | 98 (37)                                  | 102 (39)                                 | 110 (43)                                 | 114 (46)                                 | 111 (44)                                 | 108 (42)                                 | 99 (37)                                  | 77 (25)                                  | 75 (24)                                  | 114 (46)                                 |
| 平均最高気温 °F （°C）                   | 46.6 (8.1)                               | 52.9 (11.6)                              | 58.8 (14.9)                              | 64.4 (18)                                | 72.4 (22.4)                              | 79.7 (26.5)                              | 88.5 (31.4)                              | 88.8 (31.6)                              | 82.2 (27.9)                              | 69.1 (20.6)                              | 52.1 (11.2)                              | 44.3 (6.8)                               | 66.7 (19.3)                              |
| 日平均気温 °F （°C）                     | 40.9 (4.9)                               | 44.3 (6.8)                               | 48.1 (8.9)                               | 52.2 (11.2)                              | 58.8 (14.9)                              | 65.1 (18.4)                              | 71.8 (22.1)                              | 71.3 (21.8)                              | 64.7 (18.2)                              | 55.2 (12.9)                              | 45.4 (7.4)                               | 39.8 (4.3)                               | 54.8 (12.7)                              |
| 平均最低気温 °F （°C）                   | 35.1 (1.7)                               | 35.7 (2.1)                               | 37.3 (2.9)                               | 39.9 (4.4)                               | 45.2 (7.3)                               | 50.4 (10.2)                              | 55.0 (12.8)                              | 53.7 (12.1)                              | 47.2 (8.4)                               | 41.3 (5.2)                               | 38.7 (3.7)                               | 35.3 (1.8)                               | 42.9 (6.1)                               |
| 最低気温記録 °F （°C）                   | 1 (−17)                                  | 5 (−15)                                  | 15 (−9)                                  | 20 (−7)                                  | 24 (−4)                                  | 30 (−1)                                  | 35 (2)                                   | 30 (−1)                                  | 24 (−4)                                  | 20 (−7)                                  | 12 (−11)                                 | −1 (−18)                                 | −1 (−18)                                 |
| 降水量 inch （mm）                       | 4.77 (121.2)                             | 3.95 (100.3)                             | 3.38 (85.9)                              | 2.12 (53.8)                              | 1.36 (34.5)                              | 0.68 (17.3)                              | 0.32 (8.1)                               | 0.30 (7.6)                               | 0.64 (16.3)                              | 1.93 (49)                                | 5.04 (128)                               | 6.49 (164.8)                             | 30.98 (786.9)                            |
| 降雪量 inch （cm）                       | 0.4 (1)                                  | 0.2 (0.5)                                | 0 (0)                                    | 0 (0)                                    | 0 (0)                                    | 0 (0)                                    | 0 (0)                                    | 0 (0)                                    | 0 (0)                                    | 0 (0)                                    | 0 (0)                                    | 0.3 (0.8)                                | 0.9 (2.3)                                |
| 平均降水日数 （≥0.01 in）                | 16.7                                     | 14.2                                     | 15.7                                     | 12.4                                     | 8.6                                      | 4.5                                      | 1.8                                      | 2.0                                      | 3.5                                      | 8.0                                      | 17.0                                     | 17.4                                     | 121.8                                    |
| 平均降雪日数 （≥0.1 in）                 | 0.3                                      | 0.3                                      | 0.1                                      | 0                                        | 0                                        | 0                                        | 0                                        | 0                                        | 0                                        | 0                                        | 0.1                                      | 0.3                                      | 1.1                                      |
| 出典：NOAA                               |                                          |                                          |                                          |                                          |                                          |                                          |                                          |                                          |                                          |                                          |                                          |                                          |                                          |

## 人口動静
以下のデータは2010年国勢調査に基づく。
| 基礎データ - 人口：34,533人 - 世帯数：14,313世帯 - 家族数：8,700家族 - 人口密度：1,226.6人/km² - 住居数：15,561軒 - 住居密度：552.7軒/km² 人種別人口構成 - 白人：90.9% - アフリカン・アメリカン：0.5% - ネイティブ・アメリカン：1.2% - アジア人：1.1% - 太平洋諸島系：0.3% - その他：2.3% - 混血：3.7% - ヒスパニック・ラテン系：8.5% 世帯と家族 - 18歳未満の子供がいる: 30.7% - 結婚・同居している世帯: 41.3% - 未婚・離婚女性が世帯主である世帯:14.5% - 未婚・離婚男性が世帯主である世帯:4.9% - 非家族世帯: 39.2% - 単身世帯: 32.8% - 65歳以上の老人1人暮らし: 16.3% - 平均構成人数 - 世帯: 2.34人 - 家族: 2.94人 年齢別人口構成 | - 18歳未満：24.3% - 18歳-24歳：8.4% - 25歳-44歳：23.6% - 45歳-64歳：25.0% - 65歳以上：18.6% - 年齢の中央値：39.3歳 - 男女比 - 男性：47.3% - 女性：52.7% 収入と家計（2000年国勢調査） - 収入の中央値 - 世帯: 29,197米ドル - 家族: 36,284米ドル - 性別 - 男性: 31,128米ドル - 女性: 23,579米ドル - 人口1人あたり収入: 16,234米ドル - 貧困線以下 - 対人口: 34.9% - 対家族数: 12.2% - 18歳未満: 20.8% - 65歳以上: 7.3% |

## 芸術文化

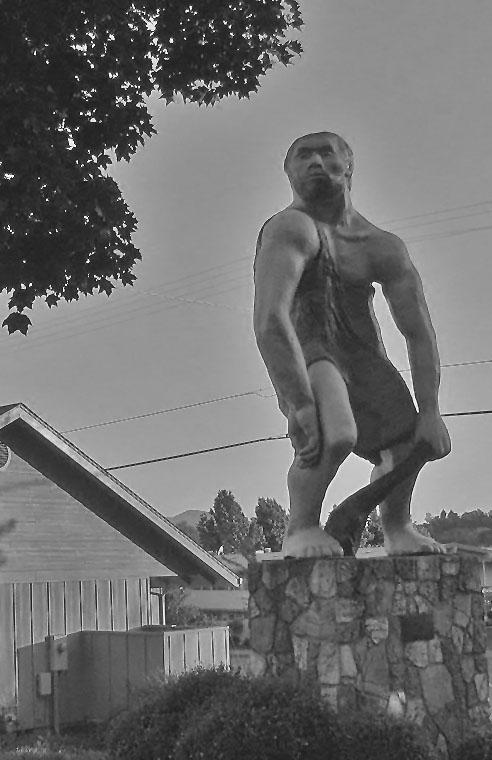
ビジターセンターの横にあるケイヴマン像

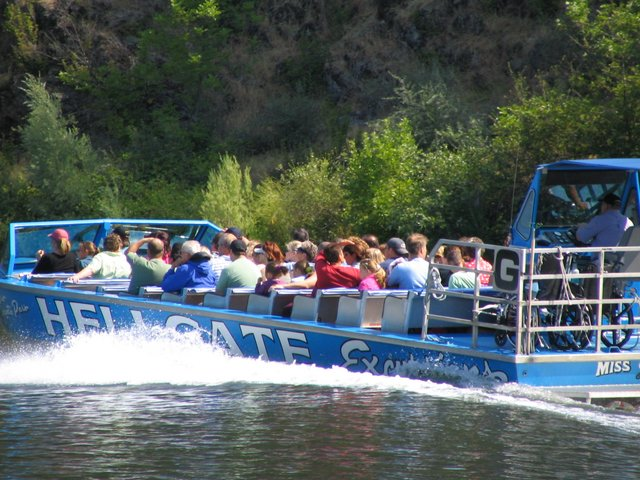
ローグ川のジェットボート

### 年間行事
毎年5月の戦没将兵追悼記念日のある週末、リバーサイドパークでボートニックというお祭りが行われ、スピードボートレースやカーニバルが開催される。 

### 名所
ダウンタウンにあるヒストリック・ローグシアターは1938年開設したアール・デコ調の劇場である。1999年に一度閉館したのち翌年に非営利の演劇センターとして再オープンした。
グランツパス郵便局には1938年に描かれたテンペラ壁画が2枚飾られている。壁画にはニューディール時代のオレゴン州の様子が描かれている。1枚目は「ローグ川のインディアン」2枚目は「初期の保守的な産業」という題である。
ローグ川に架かるケーヴマン・ブリッジは1933年に設置され、2019年に修復工事が施された。この橋は長年にわたってグランツパスのランドマークである。

## マスメディア

### 新聞
グランツパス・デイリークーリエ（Grants Pass Daily Courier）という日刊紙が存在する。1885年4月3日に週刊紙グランツパス・クーリエとして創刊、翌年にローグリバー・クーリエという名前に変更した。1899年9月18日、日刊紙になる際に現名称になった。

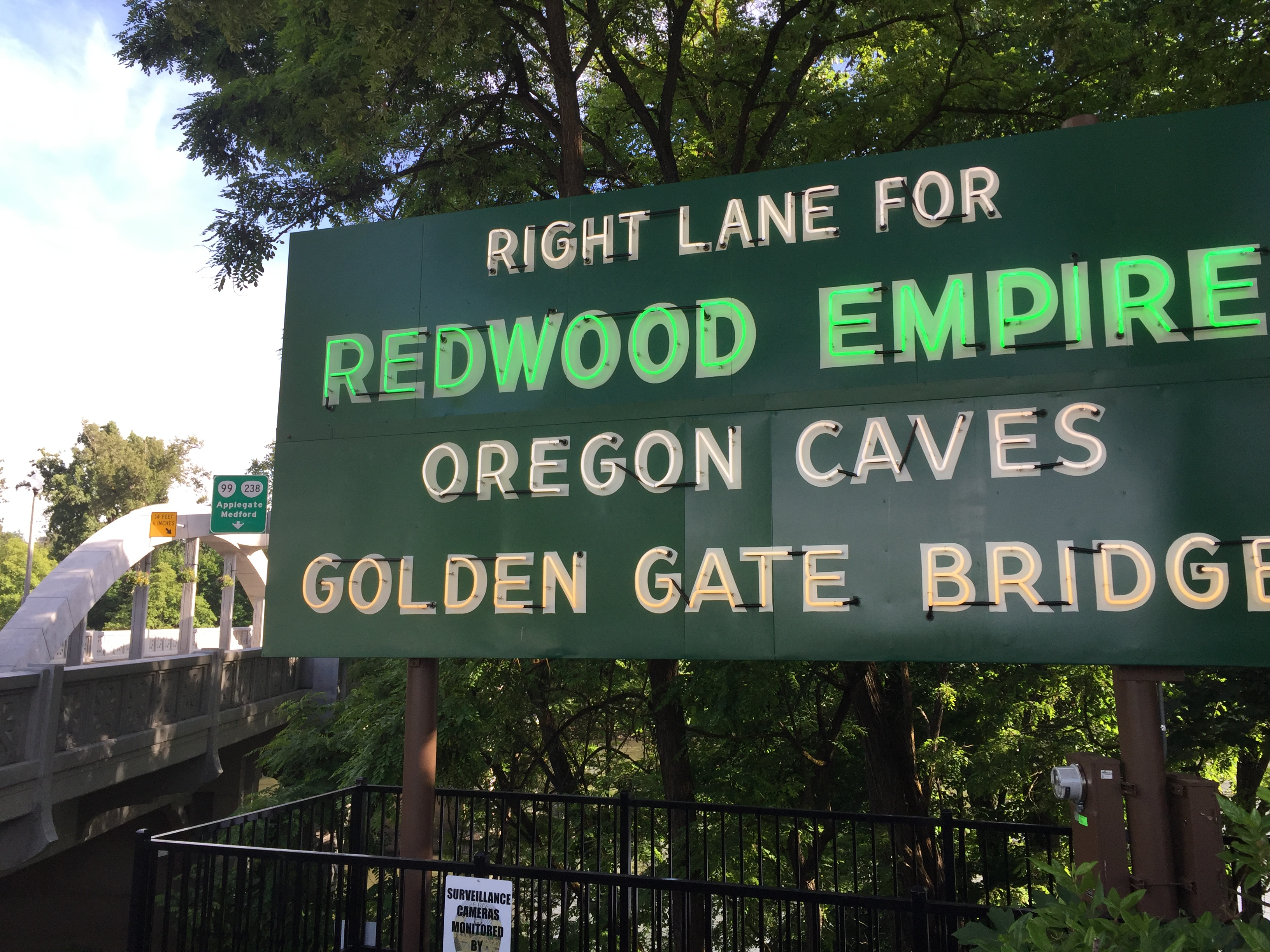
レッドウッド帝国の看板

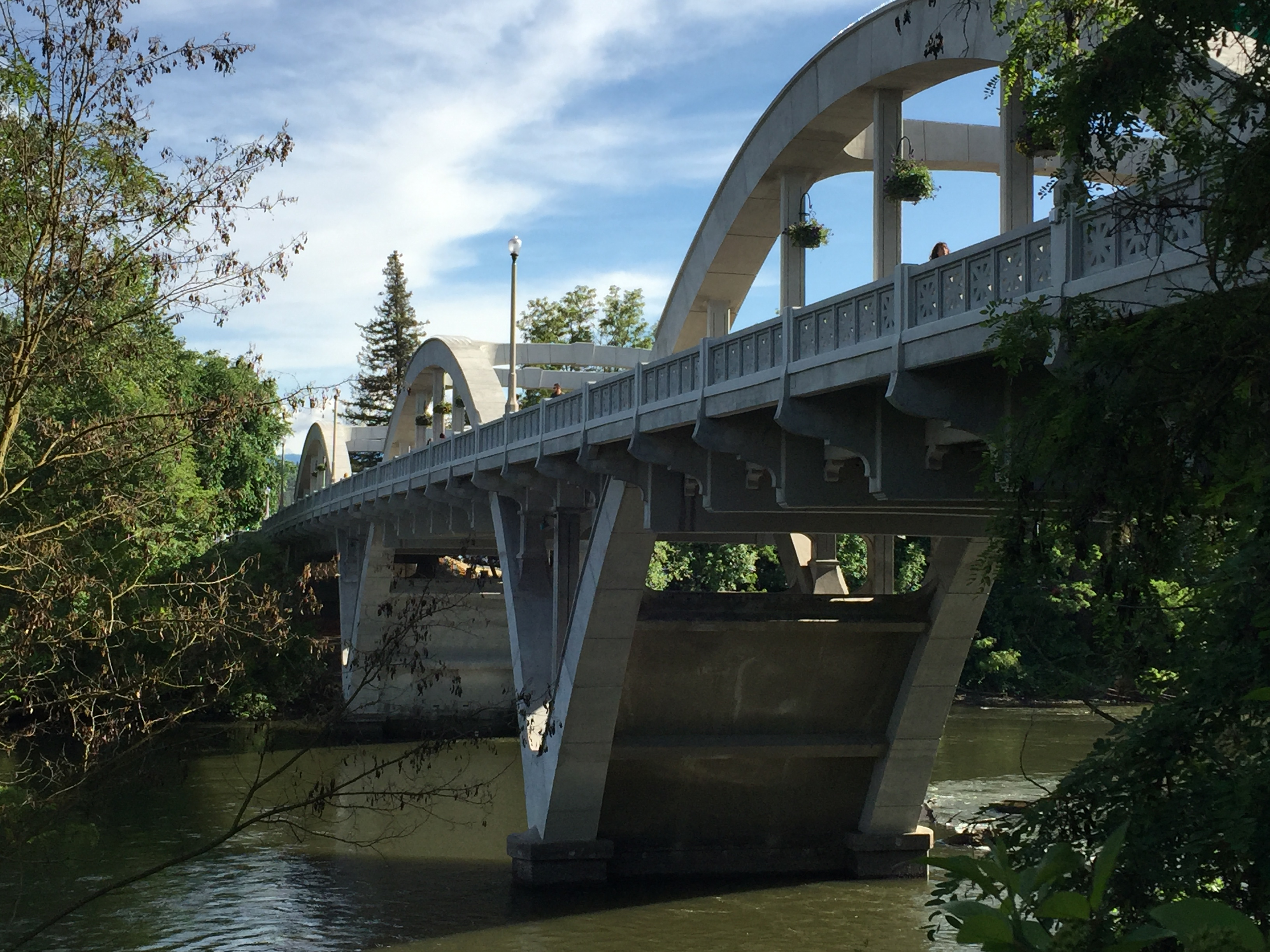
ローグ川に架かるケーブマン・ブリッジ

## 教育
- グランツパス高校
- イリノイバレー高校
- ノースバレー高校
- ヒディンバレー高校

レッドウッドにメインキャンパスを置くローグコミュニティカレッジはメドフォードとホワイトシティにもキャンパスを設置している。

### 道路
- 州間高速道路5号線
- アメリカ国道199号線
- オレゴン州道238号線

### 鉄道
- セントラルオレゴン・パシフィック鉄道

### 空港
- ローグバレー国際空港
- グランツパス空港

## 著名な住人
- デイヴィッド・アンダース：俳優[19]
- カール・バークス：作家、アーティスト[20]
- タイ・バーレル：俳優
- キット・カルキン：俳優
- ブランドン・ドルーリー：野球選手
- ケヴィン・ハーゲン：俳優
- ケン・ウィリアムズ：野球選手

## 姉妹都市
- ウプツォフスク[21]